# Lista över basinkomstmodeller
Detta är en lista över olika basinkomstmodeller (samt besläktade system och pilotförsöksvarianter) - utifrån geografi, utformning, finansiering osv. Det är modeller som har prövats, mer eller mindre, och sådana som endast har föreslagits. Listan är ett komplement till huvudartiklarna om basinkomst och negativ inkomstskatt. Modellerna kan i praktiken kombineras på flera sätt. Exempelvis kan en nationell basinkomst, eller negativ inkomstskatt, finansieras med större eller mindre bidrag från konsumtionsskatt (moms), penningreform, miljöskatter, landskatt etc. Nivån på basinkomsten (eller den negativa skatten), tillsammans med finansieringen, om "experimentet" är nationellt eller lokalt eller något annat, exakt vilka som omfattas, ifall systemet kombineras med platt skatt, om socialförsäkringarna blir kvar eller ej, hur ofta utbetalningen sker - är exempel på faktorer som sammantaget ger modellen dess specifika karaktär. Kontantstöd med villkor (engelska: Conditional Cash transfers), system baserat på kryptovalutor samt EITC, som är besläktat med negativ inkomstskatt, är också med i listan.

## Tabellförklaring
Ljusblå färg anger att faktorer såsom utformning, geografi, mottagargruppens omfång eller nivån som står i fokus. Det vill säga det mesta runt basinkomst utom finansieringen. Även EITC, ett existerande system för fattigdomslindring som är besläktat med negativ inkomstskatt har i tabellen ljusblå färg. 
Grå färg anger att fokus snarare ligger på finansieringen. Exempelvis med moms, landskatt eller platt skatt. 
Grön färg är modeller med grön finansiering, men även basinkomst ur ett tillväxtkritiskt perspektiv.   
Rosa färg är basinkomst finansierad genom offentlig penningutgivning alternativt genom demurrage. 
Gul färg är basinkomst finansierad genom privat insamling (crowdfunding). 
Ljusbrun färg är basinkomst och kontantstöd, oftast med ett eller flera villkor, i fattiga länder, katastrofområden och flyktingläger. 
Orange färg är basinkomst, och liknande, i kryptovalutor och energikrediter. 
| Modellens namn | Beskrivning | Förespråkare (ett urval) | Systemet prövat i | Böcker och artiklar (ett urval) |
| --- | --- | --- | --- | --- |
| Nationell negativ inkomstskatt , på full nivå, dvs en ovillkorlig nivå som minst täcker basutgifter. ........................... Utifrån - Grön ideologi - Liberalism - Socialism - Feminism O.s.v. | Negativ inkomstskatt är ett system för bastrygghet som innebär att personer utan arbetsinkomst får det fulla beloppet. Detta belopp trappas ner i takt med ökad arbetsinkomst. Systemet innehåller vanligtvis en brytpunkt, vad gäller marginaleffekter, då "bidraget" är helt utfasat. Om löneskatten ökar i den punkten och det är platt skatt både under och över brytpunkten kan dock systemet även innebära samma marginaleffekter oavsett löneinkomst. Idén utvecklades först av den brittiska ekonomen Juliet Rhys-Williams på 1940-talet. Dock var det först i och med Milton Friedmans Capitalism and Freedom från 1962 som begreppet blev känt för allmänheten. | Historiska Juliet Rhys-Williams (1898 – 1964), brittisk skribent och politiker som förespråkade en integrering av skatte- och bidragssystem, och som ställde sig i opposition till Beveridge report, är den som anses ha myntat begreppet. Hon influerade bland annat Milton Friedman och James Meade, som tillsammans med ett flertal andra ekonomer tog ställning för idén under 1960-talet. Nutida Christian Engström, Guy Sorman | Nationell negativ inkomstskatt har aldrig prövats, än mindre på "full nivå". Dock är det besläktade systemet Earned Income Tax Credit (EITC) infört i USA och några till länder. | Böcker - Capitalism and Freedom (Milton Friedman) |
| Nationell Basinkomst på full nivå, dvs en ovillkorlig nivå som minst täcker basutgifter. ........................... Utifrån - Grön ideologi - Liberalism - Socialism - Feminism O.s.v.             | Förenklat så är det den nationella modell som ger "lika för alla". Exempel på aspekter - Nivån (för barn, vuxna, pensionärer etc) - Finansieringen (skatt, moms etc) - Vilka bidrag som skrotas och vilka som blir kvar - Exakt vilka omfattas - Vilka gynnas (och missgynnas)? - Samhällsförändringar på sikt | Historiska Under 1920-talet uppstod en kortvarig debatt om basinkomst i England, liksom även om bankreform. Kväkaren Dennis Milner och Clifford Hugh Douglas var två huvudfigurer. Dessförinnan hade bara sporadiska förslag lagts i riktning mot basinkomst. Under 1960- och 1970-talet diskuterades både basinkomst och negativ inkomstskatt i USA och Kanada. Den europeiska debatten i inspirerades i viss mån av den amerikanska och inleddes under sent 1970-tal och tidigt 1980-tal. Nutida Philippe Van Parijs, Carole Pateman, Lars Ekstrand, Karl Widerkvist, Katja Kipping, Charles Murray. | | Böcker - Arbetets död och medborgarlön (Lars Ekstrand) - Real Freedom for All (Philippe Van Parijs) - In Our Hands: A Plan To Replace The Welfare State (Charles Murray, 2006)) |
| Partiell basinkomst (PBI) - nationell, regional, global eller lokal. | Basinkomst (Eller negativ inkomstskatt) på låg nivå (under existensminimum). | | Exempel - Alaskas Permanenta Fond - Basinkomsten i Iran - Pilotprojektet i Finland | Artiklar - Integrating Income Taxation and Social Security: Analysis of a Partial Basic Income |
| Basinkomst och bevarade socialförsäkringar | Modeller av basinkomst eller negativ skatt där socialförsäkringarna, eller flertalet av dem, uttryckligen blir kvar. Beroende på nivån kan det dock ändå vara "full" eller partiell basinkomst. | Nutida Andreas Bergh | | |
| Basinkomst i klumpsummor (oavsett nivå och geografiskt område med mera) | till exempel utbetalt vid 18+25 år. Engelska: Stake holding grant. | Historiska Thomas Paine Nutida Bruce Ackerman, Anne Alstott | USA: Individual Development Accounts, England: Child Trust Fund | Böcker - The Stakeholder Society |
| Europeisk/regional basinkomst | Förslag för EU/eurozonen: 1. Philippe Van Parijs förslag Philippe Van Parijs har föreslagit en EU-dividend på 200 euro till alla medborgare i EU, eller euro-zonen, finansierat av "EU-moms". 2. QE for the people Som respons på Europeiska centralbankens uttalade plan att injicera 60 miljarder euro i månaden under 18 månader - till det finansiella systemet - publicerade 19 ekonomer i maj 2015 en artikel i Financial Times, där de argumenterade för att det vore bättre om dessa pengar delades ut direkt till medborgarna i eurozonen istället. | QE for People-kampanjen Kampanjen stöds av ett flertal organisationer, däribland New Economics Foundation (NEF) och nationella organisationer för basinkomst och bankreform. | | Artiklar - Warren, Jeremy (2014), Can an EU-Wide Basic Income Be Part of the Solution to the Unemployment Crisis |
| Kontantstöd med villkor (det som på engelska kallas "conditional cash transfer", CCT) | | | Bolsa Familia i Brasilien är ett inkomststöd till fattiga familjer, utformat efter basinkomst som grund, men med vissa villkor. Däribland att barnen i familjen måste gå i skolan. Flera andra länder har liknande system, ofta med villkor som har med skola att göra, men ibland även andra villkor. Däribland: - Bangladesh: Female Secondary School Assistance Project - Kambodia: Cambodia Education Sector Support Project - Chile: Chile Solidario - Colombia: Familias en Acción - Egypten: Program Minhet El-Osra - Guatemala: Mi Familia Progresa - Honduras: The Family Allowance Program (PRAF II) - Indonesien: Program Keluarga Harapan och Program Nasional Pemberdayaan Masyarakat-Generasi Sehat dan Cerdas - Jamaica: Programme of Advancement Through Health and Education (PATH) - Mexico: Oportunidades - Nicaragua: The Social Protection Network - Panama: Red de Oportunidades - Peru: Juntos - Filippinerna: Pantawid Pamilyang Pilipino Program - Turkiet: Şartlı Nakit Transferi (ŞNT) - USA: Opportunity NBC (avslutat 2010) | |
| Global basinkomst - oavsett nivå, men rent praktiskt så blir den mycket låg. | Global basinkomst (engelska: Global Basic Income, GBI) avser idén att människor i hela världen skall garanteras en minsta summa pengar regelbundet, det vill säga en ovillkorlig basinkomst. | Enligt Myron J. Frankman skulle en planetär basinkomst "i ett slag" eliminera fattigdomen i världen. Dessutom skulle systemet, så småningom, också medföra en värld där gränskontroller ej behövs och en fredlig utveckling skulle främjas. Tadashi Okanouchi, japansk professor, menar också att en global basinkomst skulle vara bra av flera skäl. Bland annat skulle miljöförstöringen minska liksom även den demokratiska passiviteten och den ekonomiska grunden för patriarkatet skulle tunnas ut..                                                                                             | | Artiklar - Frankman, Myron J., “Funding a Planet-Wide Citizen’s Income: Trial Calculations,” presenterat vid USBIG-konferensen i New York City, 8 mars 2002. - Frankman, Myron J., World Democratic Federalism: Peace and Justice Invisible, Palgrave-Macmillan: London. - Frankman, Myron J., “Ample Room at the Top: Financing a Planet-Wide Basic Income,” presenterat vid BIEN-konferensen i Barcelona 2004 |
| Lokal basinkomst - oavsett nivå och finansiering med mera. | Lokal basinkomst är en basinkomst som betalas ut i en by, en stad, en kommun eller en nationell region, snarare än i ett helt land, en hel delstat, eller i en överstatlig region. | | USA och Kanada Lokal negativ inkomstskatt prövades i USA och Kanada under 1960-tal och 1970-tal. Afrika och Asien Under 2000-talet har pilotförsök bland annat genomförts i Otjivero (Namibia) och ett antal byar i Indien. Sydamerika I byn Quatinga Velho, Brasilien, pågår ett basinkomstprojekt finansierat med crowdfunding. För fler exempel se artikeln "lokal basinkomst". | |
| Basinkomst eller negativ inkomstskatt + platt skatt | Exempelvis att "alla" betalar 50 procent i direkt löneskatt, men också samtidigt får basinkomst. För motsvarande negativ inkomstskatt blir det en platt skattesats under brytpunkten och en annan, högre, platt skattesats över brytpunkten. | Historiska Milton Friedman, A.B. Atkinson Nutida Marc de Basquiat | | Artiklar - Public Economics in Action: The Basic Income/Flat Tax Proposal (A. B. Atkinson) - Universal basic income and flat income tax: Tax justice, incentive, economic democracy (Richard Parncutt) |
| Momsfinansierad basinkomst (oavsett nivå och geografiskt område med mera) | Basinkomst (Eller negativ inkomstskatt) som till stor del finansieras med skatt på konsumtion. | Nutida Roland Duchâtelet, Götz Werner | | Artiklar - Does Basic Income + VAT “Solve” Immigration? |
| Basinkomst + penningreform | Se penningreform | Historiska Clifford Hugh Douglas Nutida Michael Rowbotham, Richard C. Cook, Tero Auvinen. I avhandlingen "On Money" (2010) resonerar Tero Auvinen kring basinkomst, bankreform i form av offentlig penningutgivning och demurrage. | | Böcker - The Grip of Death Artiklar - “The Basic Income Guarantee and Monetary Reform: A Tale of Two Ideas” (Rickard C. Cook) |
| Basinkomst + demurrage | Demurrage betyder att pengarnas värde minskas enligt en förutbestämd tabell, alternativt att man regelbundet måste lägga till något till sedlarna, till exempel ett frimärke av bestämd valör, för att de skall vara giltiga. | Upphovsmannen till demurrage-idén är Silvio Gesell. Andra har därefter kopplat ihop idén med basinkomst, däribland Tero Auvinen. | Demurrage prövades i Wörgl, Österrike 1932-1933, dock utan att kopplas ihop med basinkomst. | |
| Basinkomst + Social dividend | Social dividend är basinkomst finansierad med vinst från statliga företag, exempelvis statliga företag som gör sina vinster på utvinning av naturresurser. Social dividend är ett vanligt inslag i föreslagna modeller av marknadssocialism. Begreppet introducerades 1936 av Oskar Lange i essän ‘On the Economic Theory of Socialism’. A | Oskar Lange, Abba Lerner, James Meade, James Yunker, John Roemer, Pranab Bardhan, David Schweickart. | | |
| Basinkomst istället för subventioner | | | Basinkomsten i Iran Iran införde som första land i världen en nationell basinkomst under hösten 2010. Den betalas ut till alla medborgare och ersätter de subventioner av bränsle och andra förnödenheter som landet haft i årtionden för att minska klyftorna och fattigdomen. Se Basinkomst i Mellanöstern. | |
| "Grön basinkomst" och basinkomst + nerväxt (modeller med fokus på "grön finansiering" samt idéer där basinkomst betraktas ur ett tillväxtkritiskt perspektiv)                                       | Basinkomst och nerväxt Nerväxt (engelska: degrowth) är en grön, antikapitalistisk och tillväxtkritisk rörelse och politisk-filosofisk inriktning. Basinkomst är en trygghetsreform som diskuteras inom diskursen. | | | Artiklar - A Green Financial Model for a Basic Income: Taking the ethic and aesthetic significance of externalities seriously, 2008 |
| Basinkomst till flyktingläger och katastrofområden | | | Basinkomst till flyktingar i Turkiet Ett storskaligt projekt med basinkomst till flyktingar i Turkiet, finansierat av EU, påbörjades 2016. Projektet ger en miljon flyktingar betalkort som fylls på månatligen. Beslutet var en del av EU:s uppgörelse med Turkiet om att tygla flyktingströmmen till Europa. Betalkortet går att använda för köp av mat, boende, skolgång och sjukvård i Turkiet. | |
| Basinkomst som energikrediter | | Malcolm James Green, författaren till Cosmic Accounting, ett paper presenterat vid BIEN:s kongress 2004. | | |
| Basinkomst + landskatt (Basinkomst finansierad med lika rätt till naturresurser) | | International Union for Land Value Taxation ("The IU") är en internationell paraplyorganisation för förespråkare av landskatt. I Norden har Enhet, ett svenskt politiskt parti, och den danska tankesmedjan Syntesetanken, tagit ställning för basinkomst ihop med landskatt. Bland enskilda förespråkare kan den brittiske författaren James Robertson nämnas. | - Alaskas Permanenta Fond genom vilken medborgarna får del av fondens intäkter genom årliga dividends (andelar). | |
| Basinkomst för delar av befolkningen | Till exempel generella barnbidrag och generell grundpension. | | Generella barnbidrag finns till exempel i Sverige och Finland. | |
| Partiell basinkomst som ovillkorlig komponent i befintliga ersättningssystem | | | Basinkomstförsöken i Finland och Nederländerna med start 2017. Finska pilotförsöket - Övriga bidrag- och socialförsäkringar blir kvar i sin helhet. - Om (exempelvis) A-kassan ligger på 300 euro mer per månad än basinkomsten, då minskar beloppet i a-kassa så att personen ifråga får samma nettoersättning som före pilotförsöket. - Basinkomstmottagarna ska följa de regler som gäller för bidragstagare i övrigt. - Det är bara själva basinkomsten - inte hela ersättningen - som är ovillkorlig. - Det är en partiell basinkomst, utifrån dessa regler, som 2000 (arbetslösa) personer får under 2017 och 2018. | |
| EITC (Earned Income Tax Credit) | EITC är förenklat en negativ inkomstskatt, men som bara ges till arbetande fattiga. Det krävs med andra ord ett visst mått av lönearbete för att ha rätt till inkomststödet. Ifall löneinkomsten höjs för mottagarna av EITC så sjunker parallellt ersättningen, i likhet med negativ inkomstskatt. | | Länder med EITC (och liknande system) - USA - Storbritannien | |
| Basinkomst finansierad genom crowdfunding | | | Mein Grundeinkommen Mein Grundeinkommen är ett tyskt basinkomstprojekt. Den 4 januari 2017 hade drygt 47000 personer bidragit och tillsammans finansierat basinkomst på 1000 euro per månad i ett år för 70 personer. | |
| Basinkomst genom kryptovalutor etc. | Inom kryptovalutarörelsen finns system där basinkomst är inbyggda i konceptet. | Johan Nygren | Exempel - GrantCoin har egen kryptovaluta där basinkomst ingår - Johan Nygrens "Swärm Redistribuering" är ett system med egen valuta och där basinkomst delas ut i nätverk baserade på transaktionsskatt inom samma nätverk. | |